# 阮政峰
阮政峰（英語：Hero Yuen Ching Fung，1991年11月29日—），香港男演員及主持，曾為無綫電視經理人合約藝員。

## 簡歷
阮政峰早年在青衣長大，曾就讀基督教崇真中學（初中；2007年中三）及中聖書院。他自8歲開始習武，涉獵拳法、劍術及槍術3個範疇，師承武術家李暉，2010年任武術教練教導小朋友學習武術。2011年6月，他加入第25期無綫電視藝員訓練班，同年曾參加該台武術選秀節目《功夫新星》。2012年，他在該台電視劇《心路GPS》中飾演「張俊傑（Sky）」一角而為人熟悉，同時受該角色影響，遂開始接觸魔術，2015年亦贏得「全港公開魔術比賽（舞台組）」亞軍。他現時與朋友開設魔術公司，既會開班教授魔術，還會到不同活動上表演魔術，更以參加四年一度的「FISM ACM」魔術大賽為最終目標。
2016年，阮政峰在該台處境劇《愛·回家之八時入席》裡飾演「鍾齊」一角使其廣為人知。2017年，他於另一處境劇《愛·回家之開心速遞》內飾演「池子孝」一角，演出備受注目。同年，他在該台劇集《心理追兇 Mind Hunter》飾演易服癖患者「Joe」，劇中演繹其易服原因一幕讓觀眾讚賞。
2025年7月18日，阮政峰在他的个人IG帳户宣布他正式離開無線電視，結束双方14年的賓主關係并返回自由身。

## 感情生活
阮政峰曾與同為無綫電視藝人的林凱恩交往，惟二人在2019年分手。後來他再跟一名咖啡師 Liz 交往，但戀情又於2019年12月告終，更刪除社交平台上與女方的合照和剔除好友標記。2020年10月，他被傳媒揭露有新交往對象。

## 演出作品

### 電視劇（無綫電視）
| 首播         | 劇名                     | 角色                                |
| 2012年       | 結·分@謊情式             | 醫 生（第104集）                    |
| 2012年       | 衝呀！瘦薪兵團           | 「皇天珠寶行招聘會」派籌員（第6集） |
| 2012年       | 愛·回家 (第一輯)         | Hero                                |
| 2012年       | 愛·回家 (第一輯)         | 曾威漢（第324集）                   |
| 2012年       | 愛·回家 (第一輯)         | 光 仔（第385、386、427、623集）     |
| 2012年       | 巴不得媽媽...            | 地產經紀（第1、7集）                |
| 2012年       | 名媛望族                 | 侍應生                              |
| 2012年       | 大太監                   | 陳叔寶（第23集)                     |
| 2013年       | 心路GPS                  | 張俊傑（Sky）                       |
| 2013年       | 好心作怪                 | 夜 青（第12、13、21集）             |
| 2013年       | 女警愛作戰               | 記 者（第19集）                     |
| 2013年       | 初五啟市錄               | 密 偵（第14集）                     |
| 2013年       | 戀愛季節                 | 方家業                              |
| 2013年       | 情越海岸線               | 酒店職員（第6集）                   |
| 2013年       | 熟男有惑                 | 戴聲恭（第1、15、16集）             |
| 2013年       | 神鎗狙擊                 | 酒 保（第10集）                     |
| 2013年       | 舌劍上的公堂             | 鍾世傑                              |
| 2013年       | 仁心解碼II               | 情 侶（第11集）                     |
| 2013年       | 衝上雲霄II               | 記 者（第17集）                     |
| 2014年       | 單戀雙城                 | 關思仲                              |
| 2014年       | 新抱喜相逢               | 職 員（第10集）                     |
| 2014年       | 寒山潛龍                 | 白子善（青年）（第4集）             |
| 2014年       | 使徒行者                 | 鍾 邦                               |
| 2014年       | 我們的天空               | 陳偉文（第6集）                     |
| 2014年       | 大藥坊                   | 執藥工人                            |
| 2014年       | 醋娘子                   | 流氓丙（第6集）                     |
| 2015年       | 四個女仔三個BAR          | 林俊濤（第12 - 14集）               |
| 2015年       | 收規華                   | 江志堯                              |
| 2015年       | 水髮胭脂                 | 成 武                               |
| 2015年       | 天眼                     | 李兆倫                              |
| 2015年       | 衝線                     | 學 生（第4集）                      |
| 2015年       | 枭雄                     | 阿 宏（第18、19集）                 |
| 2015年       | 無雙譜                   | 書 生                               |
| 2015年       | 師奶MADAM                | 鄧大喆                              |
| 2015年       | 張保仔                   | 愛新覺羅·旻孝（第5、14、20、21集）  |
| 2016年       | 愛·回家之八時入席        | 鍾 齊                               |
| 2016年       | 鐵馬戰車                 | 伍志立（Roy）（第13集）             |
| 2016年       | 城寨英雄                 | 火                                  |
| 2016年       | 警犬巴打                 | 鴻（第16、17、19集）                |
| 2016年       | 火線下的江湖大佬         | 劉耀迅                              |
| 2016年       | 為食神探                 | 關 超（第3 - 5集）                  |
| 2016年       | 愛情食物鏈               | 劉利高（青年）                      |
| 2016年       | 末代御醫                 | 徐 扁                               |
| 2016年       | 殭                       | 殭 屍（第13集）                     |
| 2016年       | 純熟意外                 | 麥浩賢（第13 - 15集）               |
| 2016年       | 致命復活                 | 雄 仔                               |
| 2017至2025年 | 愛·回家之開心速遞        | 池子孝                              |
| 2017年       | 乘勝狙擊                 | 魔術師（第17集）                    |
| 2017年       | 心理追兇 Mind Hunter     | 葉啟敬（Joe）（第12集）             |
| 2017年       | 全職沒女                 | 大 Dee（第9、10、12、13集）         |
| 2017年       | 同盟                     | 金天手下（殺手）（第28集）          |
| 2017年       | 誇世代                   | Alan                                |
| 2018年       | 翻生武林                 | 蘇 蝦                               |
| 2018年       | 果欄中的江湖大嫂         | 曾梓邦                              |
| 2018年       | 是咁的，法官閣下         | 冼紀華                              |
| 2019年       | 十二傳說                 | 余天澤                              |
| 2019年       | 街坊財爺                 | 高 俊                               |
| 2020年       | 大醬園                   | 劉星威                              |
| 2020年       | 機場特警                 | Bryan（第9集）                      |
| 2020年       | 殺手                     | Amoeba                              |
| 2020年       | 反黑路人甲               | 少年張細倫（第2集）                 |
| 2020年       | 踩過界II                 | 胡啟賢                              |
| 2022年       | 廉政行動2022             | 林仲勳                              |
| 2022年       | 回歸光影頌: 究竟天有幾高 | 文世賢                              |
| 2022年       | 凶宅清潔師（J2首播）     | 盧偉恆（Sunny）                     |
| 2022年       | 美麗戰場                 | Henry（第12集）                     |
| 2023年       | 靈戲逼人                 | 主 持（第3集）                      |
| 2024年       | 旁觀者                   | 鄭子賢                              |
| 2025年       | 奪命提示                 | 殺 手（第30集）                     |

### 綜藝節目（無綫電視）
| 首播            | 節目名                       | 備註                                           |
| 2011年          | 功夫新星                     | 參賽者                                         |
| 2012年          | 體通體透                     | 演出第4集                                      |
| 2014年          | 街頭魔法王2                  | 參與「考牌魔法師」環節；演出第2、6、8集        |
| 2014年          | 區區有鬼故                   | 演出第6集                                      |
| 2014年          | 爸B也Upgrade 2               | 演出第2集                                      |
| 2014年          | 姊妹淘                       | 第四輯；第34集嘉賓                             |
| 2015年          | Sunday靚聲王                 | 演出                                           |
| 2015年          | Think Big 大明星             | 第13集嘉賓                                     |
| 2015年          | 歡樂滿東華                   | 演出嘉賓                                       |
| 2016年          | 萬千星輝賀台慶               | 演出                                           |
| 2016年          | 今日VIP                      | 12月2、30日嘉賓                                |
| 2017年          | 保良善心全鳳獻               | 演出                                           |
| 2017年          | 馬家開飯                     | 第10集嘉賓                                     |
| 2017年          | 安樂蝸                       | 第334集嘉賓                                    |
| 2017年          | 群星拱照Big Big Channel      | 嘉賓                                           |
| 2017年          | TVB50周年 華麗轉身 邁步同行  | 演出                                           |
| 2017年          | 終極街頭魔法王               | 「Magic 4」成員之一；演出第2集                 |
| 2017年          | Think Big天地                | 12月25日嘉賓                                   |
| 2018年          | 2018國際中華小姐競選         | 評判團成員                                     |
| 2018年          | 2018國泰航空新春國際匯演之夜 | 演出                                           |
| 2018年          | 萬眾同心公益金2018           | 演出嘉賓                                       |
| 2018年          | big big channel大公司周年慶  | 嘉賓                                           |
| 2018年          | 都市閒情                     | 9月24日嘉賓（開開心心渡中秋）                  |
| 2018年          | 歡樂滿東華                   | 演出嘉賓                                       |
| 2018年          | 深夜美食團                   | 第29集嘉賓                                     |
| 2019年          | 富貴金豬賀肥年               | 演出嘉賓                                       |
| 2019年          | 娛樂大家                     | 第2集嘉賓                                      |
| 2019年          | 善心滿東華2019               | 演出嘉賓                                       |
| 2020年          | Do姐有問題                   | 第四輯 第28集嘉賓                              |
| 2021年          | 明星運動會                   | 演出                                           |
| 2022年          | 慈善星輝仁濟夜               | 演出                                           |
| 2023年          | 歡樂滿東華2023               | 演出                                           |
| myTV SUPER      |                              |                                                |
| 2016 - 2017年   | 甜心教室                     | 與古嘉俊、郭千瑜、陳華鑫、林凱恩及李豪一同主持 |
| big big channel |                              |                                                |
| 2018年          | 開心速遞髮速挑戰賽           | 1月11日演出嘉賓                                |
| 2018年          | 十二瞞逃                     | 5月11日演出嘉賓                                |

### 主持節目（無綫電視）
| 首播          | 節目名     | 備註                           |
| 2011 - 2012年 | 放學ICU    | 主持之一；扮演布偶角色「蔥蔥」 |
| 2018 - 2019年 | 文化新領域 | 主持之一（10月27日起）         |
| 2020年至今    | 藝文誌     | 主持之一                       |

### 配音作品（無綫電視）
| 首播   | 作品名稱    | 配演角色 |
| 2023年 | 寵愛Pet Pet | 冬 甩    |

### 電影
| 首映   | 電影名             | 角色     |
| 2013年 | 2013我愛HK恭囍發財 | 金舖職員 |
| 2023年 | 世上只有爸爸好     |          |

### 廣告
- 2012年：政制及內地事務局「外遊基本法 - 一切源於《基本法》」

## 音樂作品

### 歌曲
- 2022年：無綫賀年歌《今年好笑口》

## 曾獲獎項與提名
| 年份   | 獎項                       | 結果 |
| 2015年 | 香港公開魔術比賽舞台組亞軍 | 獲獎 |

## 外部連結
- 阮政峰的新浪微博
- 阮政峰的Instagram帳戶
- 阮政峰的Facebook專頁
- 阮政峰在香港影庫上的簡介